# توبه (فیلم ۱۹۸۷)
توبه (گرجی: მონანიება, Monanieba) فیلمی است به کارگردانی تنگیز آبولادزه که در سال ۱۹۸۷ منتشر شد.